# Due di tutto
Due di tutto è stato un programma televisivo italiano di genere varietà, andato in onda la domenica sera sulla Rete 2 in sei puntate dal 12 dicembre 1982 al 16 gennaio 1983 scritto da Carla Vistarini, Stefano Jurgens ed Enzo Trapani, con la regia dello stesso Trapani.

## Il programma
Diretto da Enzo Trapani e curato da Silvia Salvetti, il varietà non ebbe una vera e propria conduzione tradizionale. Seguendo la linea inaugurata da Non stop, lo show si sviluppava passando da uno sketch ad un balletto, ad un momento musicale, ad un numero di prestidigitazione, senza soluzione di continuità. Ciascun artista aveva solo due minuti a disposizione per eseguire il proprio numero, da cui il titolo del programma.
Anche la presenza di Daniele Piombi fu utilizzata con intento ironico: al noto presentatore veniva chiesto di fare il verso a sé stesso con improbabili collegamenti da luoghi termali con finti personaggi dello spettacolo.
La sigla di apertura, Juke Box, era cantata da Plastic Bertrand e danzata da Tiziana Fiorveluti, mentre la sigla di chiusura, Mi piace tanto la gente (di Carla Vistarini, Luigi Lopez e Nat Kipner), era eseguita da Mina e danzata da Oriella Dorella.

## Protagonisti
- Pippo Baudo
- Lino Banfi
- Giorgio Ariani
- Pietro De Silva
- Dalila Di Lazzaro
- Claudio Cecchetto
- Tullio De Piscopo
- Oriella Dorella
- Gena Gas
- Franca Valeri
- Enzo Paolo Turchi
- Diego Abatantuono
- Gigi e Andrea
- Guia Jelo
- Norma Jordan
- Miguel Bosé
- Gino Bramieri
- Francesco De Rosa
- Mauro Di Francesco
- Tiziana Fiorveluti
- Maurizio Micheli
- Tiziana Pini
- Daniele Piombi
- Gigi Proietti
- Anthony Quinn
- Gigi Sabani
- Francesco Salvi
- Tino Scotti
- Maurizio Merli
- Jack La Cayenne
- Alberto Sordi
- Iris Peynado
- Ugo Tognazzi
- Vittorio Gassman
- Lory Del Santo
- Michela Miti
- Heather Parisi